# 소니 NEX-F3
소니 NEX-3F는 2012년 6월 15일 출시된 소니 E마운트 미러리스 렌즈 교환식 카메라
이다. 3시리즈에서는 처음으로 AVCHD 형식의 1920x1080p 60/24 fps의의 Full HD 동영상 촬영을 지원하며 ISO도 16000까지 지원한다. 액정 모니터는 위쪽으로 180도 회전하기 때문에 다양한 각도에서 촬영이 가능하며, 촬영 한 화상을 자동으로 잘라, 쉽게 마무리 하는 오토 인물 프레이밍 기능등이 탑재됐으며, 소니 NEX-7과 같이 내장 플래시를 탑재했다.